# Kyllach
Il Kyllach (in russo Кыллах? è un fiume dell'Estremo Oriente della Russia, tributario di sinistra della Sededema. Scorre nei distretti Verchnekolymskij ulus e Srednekolymskij ulus della Sacha-Jakuzia. Appartiene al bacino fluviale della Kolyma.
Il fiume ha origine sull'altopiano dell'Alazeja dalle pendici orientali dei monti Changas-Tas, nel nord-est della Jakuzia. Il corso del fiume è tortuoso. Nell'alto corso si dirige in direzione nord-orientale, poi gira verso sud-est e mantiene questa direzione sino a sfociare nella Sededema a 274 km dalla foce. La sua lunghezza è di 423 km; il bacino del fiume è di 5 080 km². Non c'è alcun insediamento lungo il suo corso.